# Peter Larcher
Pierre "Peter" Joseph Larcher, född 1801, död 1847, var en dansk balettmästare. Han var engagerad vid den kungliga danska baletten 1811-1847, och tillhörde tillsammans med Poul Funck  de mer uppmärksammade dansörerna i baletten i perioden mellan Vincenzo Galeotti och August Bournonville. Gift med skådespelaren Frederikke Larcher. 